# Леополд Мандић
Леополд Мандић, рођен као Богдан Иван Мандић (Херцег Нови, 12. мај 1866 — Падова, 30. јул 1942) био је римокатолички свештеник, капуцин, исповједник, проповједник хришћанског јединства и светац.

## Биографија

### Младост
Леополд Мандић рођен је 12. маја 1866. у Херцег Новом, у тадашњем Аустријском царству. Породица Мандић је поријеклом српска породица распрострањена по Херцеговини, Лици и Црној Гори, а једна од најпознатијих Мандића била је и мајка Николе Тесле, Георгина Тесла. Породица Леополдове мајке, Царевић, је огранак средњевековне српске племићке породице Косача. Леополдови преци су били из засеока Мандићи у Закучцу, код Омиша. Његов прадеда Никола се преселио у Херцег Нови, и тамо се оженио. На крштењу је добио име Богдан Иван. Леополдови родитељи су били веома религиозни људи.
Током живота у Херцег Новом, осјетио је растављеност и анимозитет између католика и православаца града, зато се заветовао као дјечак да ће бити мисионар и да ће помагати сиромашни и несрећним људима. Одлучио је да ступи у ред фрањеваца, који су били веома цијењени у граду како би могао испунити своју мисију.

### Образовање и
Са 16 година је отишао у Удине, на сјеверу Италије, да би студирао богословију. 1890. је заређен за свештеника, и одређен је за Падову.